# Onchotelson brevicaudatus
Onchotelson brevicaudatus é uma espécie de crustáceo da família Phreatoicidae.
É endémica da Austrália.